# Albert Kreuzberg
Albert Ernst Hubert Maria Kreuzberg (geboren am 25. August 1871 in Ahrweiler; gestorben am 28. Februar 1916 in Schleiden) war ein preußischer Verwaltungsjurist. Von 1906 bis 1916 war er Landrat des Kreises Schleiden.

## Leben

### Herkunft und Familie
Der Katholik Albert Kreuzberg war der Sohn des Weingutsbesitzers und Weingroßkaufmanns Albert Kreuzberg (gestorben 17. Mai 1918) und dessen Ehefrau Josefine Kreuzberg, geborene Schaefer. Er heiratete am 3. Oktober 1908 auf Burg Herzogenrath bei Aachen Katharina genannt Caete Kemp, eine Tochter des Bürgermeisters von Münstereifel, Donatus Joseph Kemp (gestorben 20. September 1880) und dessen Ehefrau Maria Anna Christina Kemp, geborene Weber. Caete Kreuzberg war aus erster Ehe Witwe des Industriellen Georg Ahlemeyer. Ahlemeyer hatte die Burg in Herzogenrath zu Beginn des 20. Jahrhunderts erworben.

### Ausbildung
Albert Kreuzberg besuchte das Gymnasium in Koblenz. Nach der Ablegung der Reifeprüfung studierte er unter anderem an der Kaiser-Wilhelms-Universität Straßburg (bis 1891) und an der Rheinischen Friedrich-Wilhelms-Universität Bonn (Immatrikulation 28. Oktober 1891 bis zum Sommersemester 1892) Rechtswissenschaften. 1889 wurde er im Corps Palatia Straßburg aktiv.
Nach seiner Vereidigung als Gerichtsreferendar (19. April 1893) erhielt er seine weitergehende Ausbildung am Amtsgericht Ahrweiler, am Landgericht Koblenz und am Amtsgericht Koblenz. Beschäftigt war er auch bei einem Rechtsanwalt und einem Notar. Mit seiner Ernennung zum Regierungsreferendar am 14. Dezember 1896 trat er dann in den Preußischen Verwaltungsdienst über, wo er bei den Königlich Preußischen Regierungen in Koblenz, bzw. Königsberg sowie auf dem Landratsamt Neuwied und bei der Stadtverwaltung Koblenz Beschäftigung fand.

### Werdegang
Es folgte am 6. Februar 1900 die Ernennung des promovierten Juristen Albert Kreuzberg zum Regierungsassessor mit dem Dienstalter vom 20. Juli 1899. In dieser Stellung wurde er bei den Landratsämtern zu Stade, Aurich und Wittmund eingesetzt, bevor er zum 27. Juli 1903 an die Königlich Preußische Regierung in Oppeln wechselte. Dort erhielt er zum 10. November 1906 die zunächst kommissarische Beauftragung mit der Verwaltung des Kreises Schleiden. Die definitive Ernennung mit Allerhöchster Kabinettsorder folgte am 16. August 1907 zum 1. September 1907. Am 14. April 1911 erhielt er den Roten Adlerorden 4. Klasse. Er starb als Schleidener Landrat mit 44 Jahren.
Kreuzberg war 1912 Initiator der Errichtung des neuen Landratsamts in Schleiden, das seit der Auflösung des Kreises Schleiden im Jahr 1972 die Stadtverwaltung Schleiden beherbergt. Der Neubau entstand 1913/1914 nach einem Entwurf des Architekten Ernst Stahl und dessen Sozius Ernst Brand.